# Arthur Goetz
Arthur Goetz (1885-México, 1954) fue un pintor y artista gráfico alemán.

## Biografía
Como miembro del Novembergruppe de Berlin, Arthur Goetz participó en sus exposiciones entre 1920 y 1923. En este grupo algunos artistas como Otto Dix, George Grosz, Raoul Hausmann, John Heartfield, Hannah Höch, Rudolf Schlichter y Georg Scholz, situados en el ala izquierda del grupo, escribieron en 1921 un llamamiento contra el llamado "aburguesamiento" del arte. El Grupo de Noviembre fue aceptado en el Conjunto de grupos de artistas progresistas de Alemania en 1922.
Después de la toma del poder por los nazis y su persecución del arte contemporáneo, Arthur Goetz emigró a Francia en 1936 y a México en 1941, donde murió en 1954.

## Obras
El lenguaje visual de Arthur Goetz está fuertemente influenciado por los arquitectos y las tendencias abstractas del grupo de Noviembre. Él diseñó algunas contribuciones gráficas para la revista de vanguardia literario-política Die Aktion. Como colaborador artístico de "Die Aktion" (Vol. 8, No. 39/40, 5 de octubre de 1918) figura en el directorio de artistas del MoMA junto con Karl Schmidt-Rottluff, Wilhelm Schuler, Ines Wetzel y Walter O. Grimm, Bruno Beye, Wladislav Skotarek, Josef Čapek, Franz Wilhelm Seiwert, Julius Kaufmann y Erich Goldbaum.
El conocido coleccionista de arte Henri Nannen fue uno de los primeros en salvar del olvido la obra de Arthur Goetz comprando y coleccionando sus obras. En 1983 donó su colección, compuesta principalmente por pinturas y esculturas expresionistas de la época alemana, a su ciudad natal de Emden. La galería de arte construida con este fin se inauguró en Emden en 1986.
En la exposición Expresionismo² (del 14 de marzo al 5 de julio de 2015) en el Museo Buchheim de Bernried también se expuso un cuadro de Arthur Goetz con otras obras de las colecciones de Lothar-Günther Buchheim y Henri Nannen.  Con este regreso a las filas de los más destacados representantes del expresionismo, Arthur Goetz, temporalmente olvidado, vuelve a estar presente en la conciencia de los amantes del arte.